# كأس يوغوسلافيا 1957–58
كأس يوغوسلافيا 1957–58 هو الموسم 11 من كأس يوغوسلافيا. أشرف على تنظيمه اتحاد صربيا لكرة القدم، وكان عدد الأندية المشاركة فيه 1594، وفاز فيه النجم الأحمر بلغراد.